# Kim de Baat
Kim de Baat, née le 29 mai 1991 à Rotterdam, est une coureuse cycliste née néerlandaise et devenue belge courant 2015.

## Biographie
Elle réside à Oudenaarde. 
Le 26 juin 2022, elle remporte la course en ligne lors du championnat de Belgique Dames sur Route et devient championne de Belgique pour la première fois de sa carrière .

## Palmarès sur route

### Par années
- 2012
  - Dwars door de Westhoek
  - 3e du championnat d'Europe de cyclisme sur route espoirs
- 2013
  - 8e du Tour de l'île de Chongming (Cdm)
- 2015
  - 6e du Tour de l'île de Chongming (Cdm)
  - 9e du Tour de Bochum (Cdm)
- 2022
  - Championne de Belgique de cyclisme sur route

### Résultats sur les grands tours

#### Tour d'Italie
3 participations
- 2012 : 101e
- 2013 : 122e
- 2016 : 99e

#### Tour de France
1 participation :
- 2022 : 109e

### Classements mondiaux
| Année                                 | 2012 | 2013 | 2014 | 2015 | 2016 | 2017 | 2018 | 2019 | 2020 | 2021 | 2022 |
| ------------------------------------- | ---- | ---- | ---- | ---- | ---- | ---- | ---- | ---- | ---- | ---- | ---- |
| Classement UCI                        | 77e  | 122e | 133e | 81e  | nc   | 332e | nc   | nc   | 324e | nc   | 266e |
|                                       |      |      |      |      |      |      |      |      |      |      |      |
| Légende : nc = non classéSource : UCI |      |      |      |      |      |      |      |      |      |      |      |